# Big Life
Big Life — британська музична компанія, заснована 1987 року.
Компанію Big Life заснували 1987 року колишній музикант Тім Перрі та музичний менеджер Джаз Саммерс, відомий по роботі із дуетом Wham! Окрім запису та видання музичних альбомів, Big Life надавала послуги менеджменту артистів. Одним з перших гуртів, які співпрацювали з Big Life, був британський дует Coldcut, що виконував електронну музику. Серед інших виконавців, які видавалися на лейблі в Великій Британії, хіп-хоп-гурт London Possee, гурти електронної музики Blue Pearl та The Orb, а також De La Soul та Naughty by Nature (в результаті партнерства з американським лейблом Tommy Boy). Успіх привернув увагу компанії Polydor Records, яка придбала частину Big Life, але 1994 року Джаз Саммерс повністю викупив лейбл.
1998 року лейбл Big Life Records було закрито, і компанія зосередилася на менеджменті, зокрема співпрацюючи з The Verve. У 2000-х роках лейбл відновив роботу, видаючи, серед інших, альбоми Badly Drawn Boy, The Futureheads та Габріели Монтеро. 2008 року видавництво Universal Music Publishing Group придбало підрозділ Big Life Music, і, зокрема, права на видання минулих та майбутніх альбомів рок-гурту Snow Patrol. Проте розділи Big Life Records та Big Life Management, які відповідали за звукозапис та менеджмент виконавців, залишились під керуванням Джаза Саммерса та Тіма Перрі.